# Apou
Pour les articles homonymes, voir Apou (homonymie).
Apou est une île des Gambier en Polynésie française.